# В ім'я Батьківщини
«В ім'я Батьківщини» (інша назва «Російські люди») (рос. Во имя Родины) — радянська героїчна кіноповість режисерів Всеволода Пудовкіна і Дмитра Васильєва за п'єсою Костянтина Симонова «Російські люди» (1942).

## Сюжет
Капітан Сафонов посилає свою кохану, розвідницю Валечку, із завданням до окупованого німцями міста, куди приїжджає нове командування — жорстокий генерал. Відомості передає мати Сафонова. Становище радянських воїнів плачевне — закінчується вода і провіант, а підтримки не надходить. Валечці доручено підірвати міст, про що дізнається засланий в загін німецький шпигун. Його ловлять на місці злочину, однак той встигає передати інформацію і в місці переправи дівчина потрапляє в засідку. На допомогу Валечці, а також для дезінформації німецького штабу, Сафонов посилає в місто досвідченого розвідника, лейтенанта Глобу. Тим часом, вбита горем від втрати сина-червоноармійця дружина міського голови отруює новоприбулого генерала. Глобі вдається дезінформувати німецьке командування і відвернути його від стратегічно важливого моста, перекинувши свої сили на бійців майора Васіна. Для підтвердження слів червоноармійця Глоби, що нібито перебіг, його поміщають в камеру разом з Валечкою і провокатором, але лейтенант стоїть на своєму. У призначений час по мосту в місто входять бійці радянської армії. Тікаючи, німці розправляються з ув'язненими, але Глоба встигає закрити собою Валечку.

## У ролях
- Микола Крючков — Іван Микитович Сафонов, капітан
- Олена Тяпкіна — Сафонова Марфа Петрівна, мати капітана Сафонова
- Михайло Жаров — Іван Іванович Глоба, лейтенант, військовий фельдшер
- Марія Пастухова — Валечка, Валентина Миколаївна Анощенко, розвідниця
- Володимир Грибков — Микола Харитонов, доктор медицини, міський голова
- Ольга Жизнєва — Марія Миколаївна Харитонова
- Федір Курихін — Олександр Васильович Васін, командир загону студентів, майор, начальник штабу оборони міста
- Петро Алейников — Ільїн, комісар батальйону
- Всеволод Пудовкін — німецький генерал
- Борис Пославський — Вернер, німецький полковник
- Олександр Румнєв — Розенберг, капітан, ад'ютант генерала
- М. Чепель — Козловський, поліцай з Миколаєва
- Віктор Кулаков — Семенов, він же Курт Мюллер, провокатор і зрадник
- Олександра Данилова — Шура, зв'язкова
- Іван Клюквін — санітар (немає в титрах)
- Іван Пельтцер — епізод (немає в титрах)

## Знімальна група
- Режисери: Всеволод Пудовкін, Дмитро Васильєв
- Сценаристи: Костянтин Симонов, Всеволод Пудовкін, Дмитро Васильєв
- Композитор: Борис Вольський
- Оператори: Борис Волчек, Ера Савельєва, Борис (Абрам-Бер) Арецький
- Художник-постановник: Абрам Векслер
- Звукорежисер: Костянтин Гордон